# Линеарность (музыка)
Линеа́рность (нем. Linearität, от лат. linearis линейный) в многоголосной музыке — качество голосоведения, состоящее в приоритете мелодических (линейных) связей между звуками в каждом из голосов перед гармоническими (акустическими) связями созвучий .

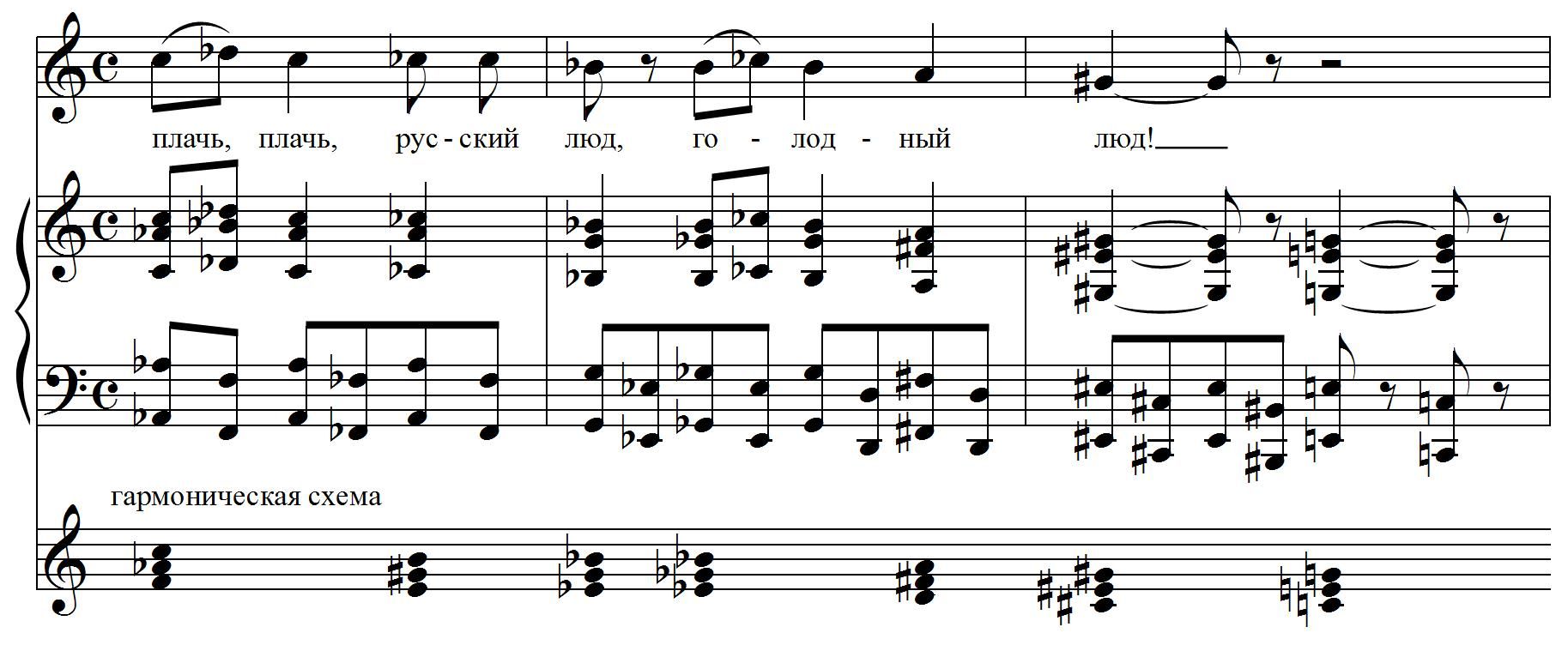
Мусоргский. Борис Годунов, фрагмент финальной сцены. Нисходящие линеарные аккорды использованы как средство музыкальной риторики (изображение стонов Юродивого)

Чаще всего термин применяется к музыке полифонического склада, где линеарность проявляется как непрерывность развёртывания голосов, мелодико-интонационная сопряжённость звуков, определённость мелодических линий – звуковысотных последований, суммарный профиль которых образуют главенствующие точки-звуки.

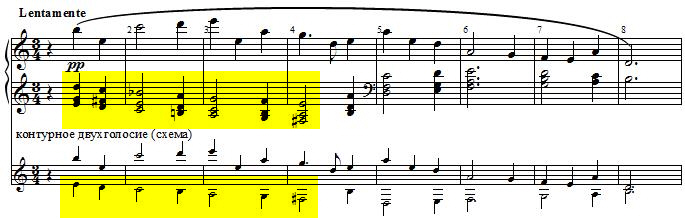
Прокофьев. Мимолетность op. 22 № 1. Основа полифонической композиции — двухголосный контрапункт. Мелодия нижнего голоса в тт.1-4 дублирована малыми септаккордами. Жёлтым цветом подсвечены мелодия и её линеарно-аккордовая дублировка

В музыке преимущественно гомофонного склада оба типа связей (мелодический и гармонический) сложно и многообразно взаимодействуют. Так, в различных видах гармонической тональности (например, в XIX веке у М.П. Мусоргского, в XX веке — у С.С. Прокофьева и Д.Д. Шостаковича) может встретиться линеарный аккорд (или линеарная гармония), то есть такой аккорд, который естественно и легко объясняется его мелодической (= линеарной) связью с последующим аккордом, а не акустической близостью основных тонов сопрягаемых аккордов (как, например, в последовательности аккордов доминантовой и тонической группы). К линеарным аккордам тональности XX века относятся обе атакты — нижняя (мажорное трезвучие на VII ступени в мажоре, минорное трезвучие на VII высокой ступени в миноре) и верхняя (мажорное трезвучие на II низкой ступени в мажоре, минорное трезвучие на II низкой ступени в миноре). К ним также могут быть причислены однотерцовые трезвучия, лежащие малой секундой ниже и выше сопрягаемого аккорда.
В истории музыки линеарные аккорды часто реализовывались как гармоническая дублировка мелодии. Однако, эта техника сформировалась ещё задолго до того как сформировалось понятие аккорда, например, в прогрессиях конкордов квинтоктавы в параллельном органуме IX—X веков, терцсекст [«секстаккордов»] в фобурдоне XV века и т.п. В XX веке на новом «этаже» сонантности в качестве «утолщающей» мелодию вертикальной структуры использовались септаккорды как в «Мимолетности» № 1 С. С. Прокофьева (см. нотный пример). В джазе с 1930-х гг. линеарные аккорды используются как часть рутинной техники блок-аккордов. Изредка линеарные аккорды встречаются в популярной музыке, как, например, во вступлении к песне В. П. Соловьёва-Седого «Вечер на рейде».
Полифоническое голосоведение, основанное на абсолютизации линеарности, характерной для некоторых техник авангардной музыкальной композиции XX века, получило название линеаризма.